# 奧斯莫洛達
48°34′54″N 24°2′58″E / 48.58167°N 24.04944°E
奧斯莫洛達（烏克蘭語：Осмолода），是烏克蘭西部的村莊，隸屬伊萬諾-弗蘭科夫斯克州的卡盧什區。該村始建於1873年，面積3.56平方公里，2001年人口59。